# انفجار رافانوسا 2021

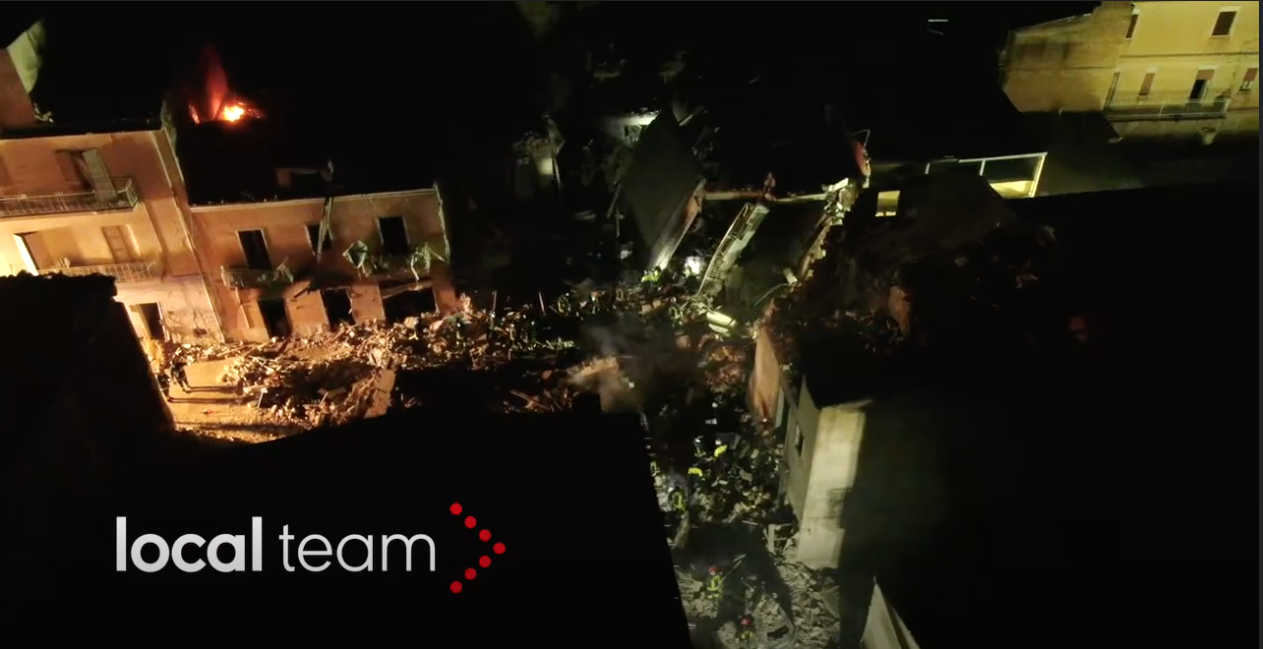
تخيل الكارثة بدون طيار

انفجار رافانوسا 2021 في 11 ديسمبر 2021 حدث انفجار في انهيار أربعة مبانٍ في مدينة رافانوسا بإيطاليا، مما أسفر عن مقتل تسعة أشخاص.

## الانفجار
وفي وقت متأخر من مساء اليوم أدى انفجار ناجم عن تسرب غاز إلى تدمير أربعة مبان سكنية مما أدى إلى انهيارها. ولحقت أضرار بثلاثة مبان أخرى. في أعقاب ذلك مباشرة تم شطب أحد عشر شخصًا في عداد المفقودين. في صباح اليوم التالي تم العثور على ثلاثة قتلى، بينما تم العثور على اثنين آخرين مصابين. تم العثور على أربعة قتلى تحت الأنقاض بعد يومين من الانهيار، والاثنان الآخران تم العثور عليهما ميتين بعد ثلاثة أيام من الانهيار. كان أربعة من الضحايا من عائلة واحدة. ونزح قرابة 100 شخص بسبب الانفجارات. وقال سكان إنه كانت هناك رائحة غاز قوية لعدة أيام قبل الانفجار.